# جميل عثمان ناصر
جميل عثمان ناصر سياسي فلسطيني، محافظ محافظة القدس في السلطة الوطنية الفلسطينية (كانون الثاني/يناير 1996- أيلول/سبتمبر 2008).

## النشأة والدراسة
ولد في بلدة سلوان قضاء القدس في 30 كانون الثاني/يناير 1945، وقضى جزءاً كبيراً من حياته المبكرة في مدينة أريحا في غور الأردن. أكمل دراسته الثانوية في مدينة القدس في الكلية القبطية، وانتقل منها إلى بيروت في العام 1965 لاستكمال دراسته الجامعية في جامعة بيروت العربية التي تخرج منها بإجازة في القانون في العام 1970. وانضم في بيروت أثناء دراسته لحركة التحرير الوطني الفلسطيني، فتح.

## بدايات النشاط السياسي والاجتماعي
كان من مؤسسي الجمعية الزراعية في مدينة أريحا وترأسها لفترة من الزمان. ترشح وفاز بانتخابات بلدية أريحا كأصغر عضو منتخب في الضفة الغربية في ذلك الوقت (في قائمة الجبهة الوطنية الفلسطينية التي كانت مدعومة من منظمة التحرير الفلسطينية) في العام 1976، وتولى رئاسة البلدية لفترة وجيزة بعد وفاة رئيسها المنتخب آنذاك عبد العزيز السويطي، قبل أن تقوم سلطات الاحتلال الإسرائيلية بطرد أعضاء المجالس البلدية المنتخبة وتعين آخرين من طرفها في بداية الثمانينات.
ترشح لانتخابات مجلس نقابة المحامين الأردنيين في العام 1982، وانتخب نقيباً للمحامين في الضفة الغربية (المحامين المضربين- عن العمل أمام المحاكم الإسرائيلية لعدم شرعية هذه المحاكم) ونائباً لنقيب المحامين الأردنيين. وتم وضعه على إثرها تحت الإقامة الجبرية في مدينة أريحا، ومنع من مغادرة المدينة حتى العام 1988.

## الانتفاضة الأولى (الكبرى)
مع بداية الانتفاضة الأولى كان ناصر من قيادات الصف الأول في الداخل الفلسطيني (الأراضي الفلسطينية المحتلة)-القطاع الغربي- في حركة فتح وتولى في الانتفاضة الكبرى أمانة سر المؤسسات الوطنية في الضفة الغربية وقطاع غزة (مؤسسات منظمة التحرير الفلسطينية ومؤسسات أخرى)، واستمر في هذه المهمة لبداية التسعينات.

## سنوات التسعينيات
مع دخول السلطة الوطنية الفلسطينية إلى الأراضي الفلسطينية على إثر إتفاق اعلان المبادئ في أوسلو، (إتفاقية أوسلو) تم تعيينه مديراً عاماً لوزارة الداخلية الفلسطينية، ومن ثم عين في كانون الثاني-يناير من العام 1996 محافظاً للقدس، كأول محافظ للمدينة المقدسة منذ احتلالها عام 1967 من قبل الإسرائيليين، وكان بذلك أول محافظ يعين في السلطة الوطنية الفلسطينية.
كان أول رئيس لهيئة الحج والعمرة الفلسطينية، المسؤولة عن موسم الحج للحجاج الفلسطينيين بعد فصلها عن وزارة الأوقاف في السلطة الوطنية الفلسطينية.
كان ناصر بمثابة الأب الروحي لعملية تجميع كليات جامعة القدس في الحرم الرئيسي في أبو ديس شرق القدس، وبسط سيطرة منظمة التحرير الفلسطينية على المؤسسة في أواخر التسعينات، وقد اعتبر أن الجامعة هي المؤسسة الأكبر والأجدر بالعناية في مدينة القدس، وأفرد لها كثيراً من وقته وجهده، وكان ممن يعتبرونها من المقدسات الفلسطينية في المدينة المحتلة. شغل منصب رئيس مجلس أمناء الجامعة لفترة انتقالية وظل حتى وفاته أميناً لسر هذا المجلس. كما كان رئيساً لمجلس أمناء المعهد العربي الملاصق للجامعة.

## الوفاة
توفى مساء يوم السبت الموافق 22 تشرين الثاني/نوفمبر 2008، إثر سكتة قلبية حادة عن عمر يناهز 63 عاماً.
رفضت قوات الاحتلال الإسرائيلي دخوله إلى مدينة القدس، للصلاة عليه في المسجد الأقصى بذرائع أمنية، ودفن في بلدة العيزرية من الضواحي الشرقية لمدينة القدس.